# Solvente cuántico
Un solvente cuántico es esencialmente un superfluido (también conocido como líquido cuántico) usado para disolver otra especie química. Cualquier superfluído puede teóricamente actuar como solvente cuántico, pero en la práctica el único medio superfluído que puede ser utilizado es helio-4, el cual ha sido usado exitosamente en un ambiente controlado. Tales solventes son actualmente investigados para su uso en técnicas de espectroscopía, en el campo de la química analítica, debido a su propiedades cinéticas superiores.
Cualquier materia disuelta (o sino suspendida) en el superfluido tenderá a aglomerarse en grumos, encapsulados en una "cáscara cuántica de solvatación". Debido a la naturaleza libre de rozamiento de los superfluidos, el objeto en su totalidad comienza a actuar como un rodamiento nanoscópico, permitiendo completa libertad rotacional para las especies químicas solvatadas. Una cáscara cuántica de solvatación consiste en una región no superfluida de átomos de helio-4 que rodean la molécula exhibiendo un comportamiento adiabático alrededor del centro de gravedad del soluto. Como tal, la cinética de una molécula de gas efectiva puede ser estudiada sin la necesidad de usar realmente el gas (lo cual puede ser impracticable o imposible). Para compensar la mayor masa que implica el uso de dicha cáscara cuántica, es necesario hacer una pequeña alteración en la constante de rotación de la especie química examinada.
La solvatación cuántica hasta el momento fue alcanzada con un número de compuestos orgánicos, inorgánicos y oganometálicos. Se especula que además del uso en espectroscopía, los solventes cuánticos puedan ser usados como herramientas a nivel nanométrico en ingeniería de materiales.
- Datos: Q7269099